# Slanke aardster
De slanke aardster (Geastrum lageniforme) is een schimmel in het geslacht Geastrum. Hij leeft saprofiet (leeft van dood plantaardig materiaal) op humusrijke, zandige of lemige bodem in oude loofbossen.

## Kenmerken
Het is een kleine tot middelgrote, over het algemeen zeer lichtgekleurde (vaak bijna witte) aardster met een ongesteeld bolletje. Het bolletje zit in een verdieping van de slippenkrans en heeft een gewimperde, vaak hoog kegelvormige mondzone met hof en ringvoor. De 6-10 slippen zijn meestal opvallend slank en lopen uit in een lange punt. De onderzijde der slippen heeft geen vastgegroeide aarde en is vlekkerig geelbruin tot licht vuilbruin en glad. De zwamvloklaag is zeer dun. Ongeopende vruchtlichamen groeien bovengronds en zijn slank (hoog uitgetrokken) uivormig,12-20 mm breed, vlekkerig licht bruin en zonder vastgegroeide aarde. 

## Vergelijkbare soorten
De slanke en de viltige aardster (G. saccatum) zijn lastig van elkaar te onderscheiden. Het meest constante verschil is de zwamvloklaag die bij de viltige aardster egaal oker- tot geelbruin is en relatief dik. Het in de literatuur genoemde verschil in de hyfen van de zwamvloklaag is in de praktijk vaak niet goed te bestuderen. Mogelijk vormen de sporenmaten wel een bruikbaar kenmerk: gemiddeld 3,0 µm excl. ornamentatie bij de slanke aardster en 3,5 µm bij de Viltige aardster.

## Ecologie
De slanke aardster staat vooral in oude hoog opgaande loofbossen op droge tot matig vochtige, humusrijke, kalkarme (of diep ontkalkte) zandige of lemige bodem. De ecologie in Nederland is mede door verwarring met de viltige aardster nog onvoldoende bekend, maar de soort is relatief vaak bij Robinia gevonden. In het buitenland komt de soort o.a. voor in droge Robinia-bossen en droge mediterrane vegetaties.

## Verspreiding
Hij komt voor in Afrika, Europa, Noord-Amerika en Zuid-Amerika. De slanke aardster is niet bekend uit België en heeft in Europa hoofdzakelijk een zuidelijke (mediterrane) verspreiding en bereikt in Engeland, Nederland, Duitsland en Polen haar noordgrens. In Nederland komt hij zeer zeldzaam voor. Hij staat op de rode lijst in de categorie gevoelig. In Nederland is hij met name gevonden in het westen van het land en in Limburg. De groeitijd is zomer t/m herfst.